# Димитър Тотев
Димитър Стефанов Тотев е бивш футболист, нападател на Дунав (1989-1992), Локомотив (Русе) (1992-1993), Нефтохимик (1993/ес.), Раковски (1993-1995), Славия (1996-1997), Доростол (1997-1999) и Преслав (Велики Преслав) (1999-2002 г.). Роден е на 3 септември 1970 г. в Русе.

## Кариера
Шампион на България с отбора на Славия през 1996 и бронзов медалист през1997 г. вицешампион през 1992 г. Голмайстор на "А РФГ. За „белите“ е вкарал 4 гола в А група, за Раковски – 9 в A група (с най-много голове в елита за „войводите“) и 17 в Б група (трети сред голмайсторите през 1995 г.) и за Дунав – 5 в А група и 8 в Б група. Има 4 мача и 3 гол за купата на УЕФА. За националния отбор има 15 мача. Треньор на юношите на Дунав и на Дунав-2003.

## Статистика по сезони
- Локомотив (Русе) - 1987/88  – В група, 19 мача/3 гола
- Локомотив (Русе) – 1988/89 – Б група, 29/2
- Локомотив (Русе) – 1989/90 – В група, ?/?
- Дунав – 1990/91 – А група, 28/4
- Дунав – 1991/92 – Б група, 34/14
- Локомотив (Рс) – 1992/93 – Б група, 37/17
- Нефтохимик – 1993/ес. – Б група, 9/4
- Раковски – 1993/94 – В група, 21/19
- Раковски – 1994/95 – Б група, 30/17
- Раковски – 1995/ес. – А група, 15/8
- Славия – 1996/пр. – А група, 15/1
- Славия – 1996/97 – А група, 17/8
- Доростол – 1997/98 – В група, 31/12
- Доростол – 1998/99 – В група, 28/14
- Преслав (Велики Преслав) – 1999/00 – В група, 33/15
- Преслав (Велики Преслав) – 2000/01 – В група, 27/9
- Преслав (Велики Преслав) – 2001/02 – В група